# Mirosław Kowalik (muzyk)
Mirosław Kowalik (ur. 13 marca 1965 w Wałbrzychu) – polski muzyk, basista zespołu Raz, Dwa, Trzy, producent muzyczny i tekściarz.

## Życiorys
Studiował wychowanie muzyczne na WSP w Zielonej Górze. Był członkiem kabaretu Potem w pierwszych latach jego istnienia. 
W 2019 roku został dyrektorem miejskiego Teatru Zdrojowego w Szczawnie-Zdroju i kieruje nim od 3 października tegoż roku.

## Twórczość
Poza członkostwem w Raz, Dwa, Trzy, w którym gra na gitarze basowej i na kontrabasie jest także producentem muzycznym i autorem tekstów, muzyki do utworów znajdujących się na płytach Betlejemska Nowina zespołu Tabasco Club (2009), Góry w sercu Jana Trebuni-Tutki (2010), Święta z JazGotem zespołu JazGot (2011), Kiedy Bóg się rodzi (2011), Muzyko siłę daj zespołu JazGot (2013). W 2013 roku Edycja Św. Pawła wydała tomik poezji Mirosława Kowalika z płytą, na której znalazły się ilustracje muzyczne również przez niego skomponowane. Teksty czytają: Ernest Bryll, Jerzy Trela, Marcin Styczeń. Tom nosi tytuł Między chmurami a niebem (2013).